# Messaoud Nedjahi
Messaoud Nedjahi en tifinagh ⵎⵙⵄⵓⴷ ⵏⴵⴵⴰⵃⵉ né le 24 janvier 1954 à Arris (Algérie) et mort le 30 août 2021 à Boulogne-Billancourt, est un écrivain algérien, également auteur-compositeur-interprète, psychologue, poète, romancier et plasticien auressien.

## Biographie
Sa famille a été expulsée de son village natal en 1958 durant la colonisation française, elle s’installe dans la ville de Batna. Son père, militant de la cause d'indépendance, est déporté à Cayenne. Après l'indépendance, son père décède en 1970. Messaoud subit alors plusieurs agressions et des emprisonnements  pour en avoir parlé en langue chaoui, selon ses dits. Ensuite, entre 1970 et 1974, il crée des groupes  de chant et de théâtre, Abliwen et Achun, en langue chaoui dès le début des années, sa pièce Jugurta fut interdite, il traduit en même temps des poèmes en langue chaoui. 
En 1972, il entreprend des études en psychologie à l'Université de Constantine et fréquente le milieu artistique en même temps. Il rencontre Chérif Merzouki, Abderrahmane Tamine, Abdelali Boughrara, Jeballah Bellakh, Mohamed Demagh, Hocine Houara. Son exposition est vandalisée et quelqu'un a mis le feu, son amie, Safia de Tamlilt fut brûlée. En 1979, il rencontre Dihya (chanteuse), il se lie avec elle par un mariage, il devient son auteur, compositeur et arrangeur . 
Pendant les années 1980, il participe au Printemps berbère dans les trois villes Alger, Tizi Ouzou, Boumerdès, il était au service militaire algérien.  Après avoir été menacé par le tribunal, il décide de s'exiler vers la France en 1981 .   Il retourne dans les Aurès après avoir passé 27 ans d'exil.
Il se consacre à l'écriture et à l'édition surtout; il réédite L’âne d’or d’Apulée connu aussi sous le nom de Métamorphoses et il écrit une comédie musicale. 
Messaoud Nedjahi anime aussi plusieurs conférences principalement sur les thèmes liés à la science, les mythes, la géométrie, l’astronomie, l'identité, la civilisation amazigh, Apulée ou le génie berbère, mythe universel et réalité berbère.
En 2016, il a été invité pour donner une conférence sur l’histoire à Batna, lors des portes ouvertes sur la culture berbère au centre universitaire Saleh Daoud . Décédé à Paris, le  30 août 2021, dû à la Covid,.

### Engagement
Messaoud Nedjahi a produit en littérature, en chanson, en poésie, en art plastique. Il est à l'origine de la graphie Tifinagh et ses œuvres littéraires  constituent une affirmation de son identité et de sa culture de la civilisation amazigh. Il est président du groupe de recherche berbères Tarwa n Tanit et fondateur des éditions du Coquelicot à but non lucratif. Il chante  et écrit pour les Aurès uniquement.

## Œuvres

### Livres
- La becquée n'a pas suffi
- Aurès insolite
- Aurès insoumis
- Aurès ou les feuillets morts d'un amnésique
- Massinissa, le seigneur des coquelicots
- Jugurtha, l'héritier du coquelicot
- Autopsie d'une identité
- Profession : Infirmière[10]
- Tamenraset sous la neige
- Ug Zelmad l'insoumis
- Les anges naissent en Aurès
- Les trois précieuses
- La muse m'a dit
- Systole et diastole

### Albums musicaux
En plus d'avoir écrit et composé pratiquement toutes les chansons de Dihya, chanteuse chaoui, il sort lui-même quatre albums, où il accompagne ses textes à la guitare.
- A yudan! (Ô gens!)
- Iwal (Espoir), hommage au docteur Naziha Hamouda
- Tulawin n tmurt inu (Les femmes de mon pays)
- Mas Aksel (Seigneur Léopard), Koceila en langue arabe, nom donné par les historiens du Moyen Âge[12].